# 处长地乡
处长地乡，是中华人民共和国河北省张家口康保县下辖的一个乡镇级行政单位。

## 乡镇详情
处长地乡地处县域西南部，东邻张纪镇，南靠忠义乡，西与李家地镇接壤，北与芦家营、康保镇交界。南北纵深8公里，东西横贯15公里，面积157平方公里（23.4万亩）。乡机关驻地处长地村，距离康保县城17公里，二秦高速穿过境内的十四股、张万良、王善营、朱家营、夏家沟5村，康邓公路穿过境内的张万良、薛家营、处长地3村，交通便利，地理位置比较优越。
  境内主要地貌北部为疏缓丘陵，中南部为波状平地，地势由北向南倾斜，南部地势较为平坦，平均海拔1380米，高程差1418--1416米，境内有炭头山一座山脉，海拔在1500米左右。最大冻土层深1.97米，土壤为典型的栗钙土。
  全乡为东亚大陆性季风气候，属中温带亚干旱区。年平均气温1.7℃，年日照时数3100小时，无霜期为90-120天;年降水量341毫米，年蒸发量1780.9 毫米;常年主风向为西北风， 年平均8级大风日数 21 天。气候特点是降雨少，蒸发量大，光热资源丰富。
  全乡辖17个行政村，28个自然村，总户数5305户12802人，（其中四个回民村1635人）。常住1606户4193人。低保户数887户1209人，分散供养五保人口56人,集中五保户11户。全乡贫困人口1207户、2144人，其中脱贫享受政策352户621人，未脱贫855户1523人（贫困发生率为11.9%）。全乡现有耕地97410亩，（其中水浇地20775亩），林地37472亩（其中一退双还面积29570亩），草地42873亩，荒山13237亩，荒坡32588亩。旱地作物以小麦、莜麦、土豆、胡麻为主，水浇地主种品种有大白菜、圆白菜、甜菜、菜花等。

## 行政代码
乡镇代码 130723206 
| 代码 | 村名     | 代码 | 村名       |
| ---- | -------- | ---- | ---------- |
| 201  | 处长地村 | 210  | 四号村     |
| 202  | 大囫囵村 | 211  | 王善村     |
| 203  | 三老汉村 | 212  | 朱家营村   |
| 204  | 脑包图村 | 213  | 西于发营村 |
| 205  | 薛家营村 | 214  | 夏家沟村   |
| 206  | 张万良村 | 215  | 黄家营村   |
| 207  | 新城子村 | 216  | 马囫囵村   |
| 208  | 大青沟村 | 217  | 炭头山村   |
| 209  | 十四股村 |      |            |

## 乡镇历史：
1953年建处长地乡，1958年属忠义公社，1961年建大清沟公社，建制数度变更，1984年复置处长地乡。

## 乡镇数据：
1997年统计数据：面积157.3平方千米，人口1.4万，辖处长地、夏家沟、朱家营、马、王善营、张万良、炭头山、黄家营、西于发营、十四股、四号、薛家营、新城子、大、脑包图、大青沟、三老汉17个行政村。

## 行政区划
处长地乡下辖17个行政村：
处长地村、大囫囵村、三老汉村、脑包图村、薛家营村、张万良村、新城子村、大青沟村、十四股村、四号村、王善营村、朱家营村、西于发营村、夏家沟村、黄家营村、马囫囵村和炭头山村。